# TruTV
truTV (precedentemente Court TV) è una rete televisiva statunitense, satellitare e via cavo, proprietà della Warner Bros. Discovery. Il palinsesto di truTV era originariamente costituito da programmazione di tipo reality e trasmissione di telegiornali giuridici. Dal 27 ottobre 2014, truTV è stata riformattata verso ad un'emittente più convenzionale e con una forte enfasi sulla commedia.
A partire da febbraio 2015, circa 89,7 milioni di famiglie americane (il 77% delle famiglie che possiedono una TV) ricevono truTV.

## Storia

### Come Court TV
Court TV iniziò le proprie trasmissioni il 2 luglio del 1991, originariamente disponibili solo per tre milioni di abbonati. La rete nasce da due progetti concorrenti con l'obiettivo di trasmettere programmi via cavo riguardanti processi giudiziari. Successivamente, anziché creare due reti concorrenti, il 14 dicembre 1990 i progetti sono stati unificati in un'unica rete televisiva.
Nel 2006 Time Warner ha acquisito il pieno controllo di Court TV e diventò parte della divisione Turner Broadcasting System. L'acquisto di Court TV ha segnato la prima acquisizione di un canale da parte di Time Warner (oltre all' acquisto di Turner Broadcasting System nel 1996).

### Il rilancio come truTV

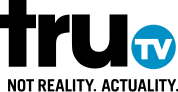
Logo di truTV usato dal 1º gennaio 2008 al 27 ottobre 2014.

Il 1º gennaio 2008, Court TV è stato rilanciato come truTV, aggiungendo, nel corso degli anni, programmi quali concorsi, quiz televisivi, eventi sportivi e candid camera. La trasmissione di programmi di tipo giudiziario è stata lentamente ridotta nel corso del tempo e la maggior parte dei vecchi programmi sono stati trasmessi in tarda notte e successivamente trasferiti alla rete affiliata HLN. Nel mese di gennaio 2015 la stragrande maggioranza dei programmi giudiziari sono passati sotto la trasmissione del canale televisivo americano Justice Network.

## Lista dei programmi trasmessi da truTV
A febbraio 2015:
- Barmageddon (2014 - in produzione)
- Branson Famous (2014 - in produzione)
- Breaking Greenville (2015 - in produzione)
- Fake-Off (2014 - in produzione)
- Friends of the People (2014 - in produzione)
- Hack My Life (2015 - in produzione)
- Hair-Jacked (2014 - in produzione)
- Hardcore Pawn (2010 - in produzione)
- How To Be A Grownup (2014 - in produzione)
- Impractical Jokers (2011 - in produzione)
- Joker's Wild (2014 - in produzione)
- Kart Life (2015 - in produzione)
- Lizard Lick Towing (2011 - in produzione)
- Motor City Masters (2014 - in produzione)
- South Beach Tow (2011 - in produzione)
- The Carbonaro Effect (2014 - in produzione)
- The Safecrackers (2014 - in produzione)
- truTV Top Funniest (2013 - in produzione)
- Way Out West (2014 - in produzione)

## Lista dei programmi truTV trasmessi in Italia
Emittente italiana: DMAX
- Container Wars (2013 - in produzione)
- Hardcore Pawn
- South Beach Tow
- Cattivissimi amici - (Impratical Jockers)

Emittente italiana: Sky Uno
- Fake Off